# Уака
Уа́ка или Вака (кечуа wak'a, «объект почитания») — священные места инков и других индейцев Южной и Центральной Америки.

## История
Инки наделяли сверхъестественными силами самые разнообразные предметы, природные явления, места и даже горы, которые до сих пор почитают некоторые перуанские крестьяне. Такие своеобразные святыни они называют одним общим словом — «уака» (святое место).
Согласно Докладу королю Испании, составленному губернатором Франсиско де Борха 8 апреля 1615 года, у индейцев Перу было 10422 идола, из них 1365 мумий, и некоторые являлись основателями их родов, племён и селений. Также известно, что в некоторых провинциях было более 300 вак, например, в провинции Гуамачуко.
Испанский священник и летописец отец Бернабе Кобо заметил, что инки не делали различия между земным и небесным. Термин «уака», по его словам, они «применяли по отношению ко всем святым местам, предназначенным для молитв и жертвоприношений, как и ко всем богам и идолам, которым поклонялись в таких местах». Он составил список 350 уака, в нём фигурировало все — от гор, скал, источников до древних гробниц и полей сражений, на которых императоры покрывали себя неувядаемой славой. И это только в одном районе Куско. Отец Кобо также описал, что они из себя представляли: они располагались вдоль целой серии линий, называемых «секе», которые исходили из одного определенного места, Кориканчи, расположенной в самом сердце Куско. Каждая из таких секе, вместе со всеми своими уака, становилась предметом забот и исключительной ответственности определенного клана, который ухаживал за этим местом и по торжественным случаям приносил жертвоприношения.
Археологи подметили, что места расположения некоторых уака связаны с восходом и заходом солнца по определенным дням и посему они могли служить своеобразным ритуальным календарём. Но такой вывод, как и прочие заключения о культуре, не оставившей после себя никаких письменных памятников, остается лишь догадкой.

## Второстепенные и региональные ваки
Все хронисты, сообщавшие об андских верованиях, говорят и о богах второстепенных: во-первых, это региональные или племенные, во-вторых, районные или клановые, и наконец, фамильные. Первых историк Кристобаль де Альборнос называет пакариски. Пакариски могли быть мифическими первопредками и прародителями больших этнических групп, выступавшими в различных ипостасях. Среди них можно упомянуть таких богов, как: Париакака, Каруа, Ванка, Айсавилька, Чинчакоча или Янараман (Pariacaca, Carhua Huanca, Aisawilka, Chinchacocha, Yanaraman). Эти божества, согласно Ане М. Марискотти, «не являются ни творцами, ни сотворёнными или principium sine principio, а потомками других богов». Таковым является Париакака, в традициях племени чека, где он считается сыном Виракочи; точно так же, если мы посмотрим на традиции юнгов, собранных августинцами в 1551 году, то обнаружим, что Апо Катекиль — это сын Атагуху. Нечто похожее обнаруживается в локальных мифических историях.

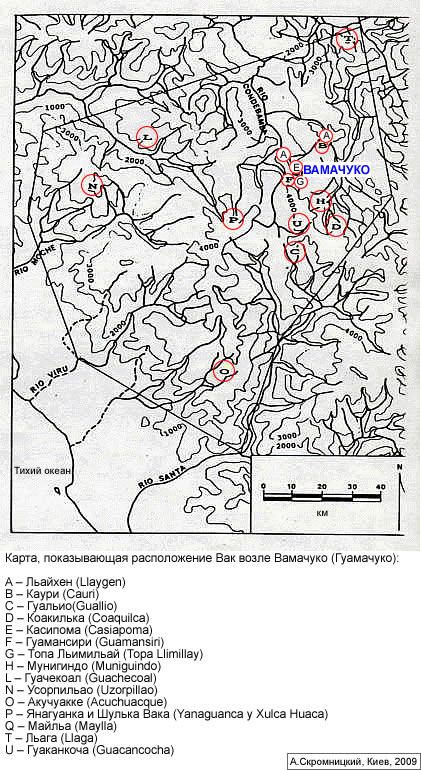
Ваки в Гуамачуко

Августинцами упоминаются такие идолы и ваки в регионе Гуамачуко (см. карту):
- Льайхен (Llaygen)
- Каури (Cauri)
- Гуальио(Guallio)
- Коакилька (Coaquilca)
- Касипома (Casiapoma)
- Гуамансири (Guamansiri)
- Топа Льимильай (Topa Llimillay)
- Мунигиндо (Muniguindo)
- Гуачекоал (Guachecoal)
- Усорпильао (Uzorpillao)
- Акучуакке (Acuchuacque)
- Янагуанка и Шулька Вака (Yanaguanca y Xulca Huaca)
- Майльа (Maylla)
- Льага (Llaga)
- Гуаканкоча (Guacancocha)

## Известные уака
- «Кенко» — одно из самых крупных «уака» в районе Куско. Полукруглая стена из уложенных в ряд гладких больших камней лишь подчеркивает естественную монолитную известковую породу, это главный центр для религиозного поклонения в «Кенко». В примыкающей к стене пещере есть вырубленный в скале алтарь.
- Храм Луны.